# 976 v.Chr.
Het jaar 976 v.Chr. is een jaartal volgens de christelijke jaartelling.

## Gebeurtenissen
- Begin van de regeerperiode van Zhou Muwang, koning van de Zhou-dynastie van China.